# United Streetcar
United Streetcar, LLC, foi um fabricante americano de bondes modernos, localizado na área de Clackamas, nos subúrbios ao sudeste de Portland, Óregon, fundado em 2005. Foi a única empresa dos EUA a construir bondes modernos — distintos dos veículos leves sobre trilhos ou novas réplicas de bondes históricos — até 2013, quando Brookville recebeu seu primeiro pedido de um bonde moderno (em oposição ao falso histórico), para o Dallas Streetcar.
A United Streetcar era uma sociedade de responsabilidade limitada e uma subsidiária integral da Oregon Iron Works (OIW), que está em atividade desde 1944. Foi originalmente relatado que foi criada no início de 2007, depois que a OIW foi a licitante vencedora para um contrato para construir um protótipo de bonde para a cidade de Portland, mas em 2010 a empresa esclareceu que havia sido formada em dezembro de 2005. A empresa concluiu seu primeiro bonde em 2009. Foi dissolvida em fevereiro de 2015.

## História
A Oregon Iron Works, fabricante especializada de componentes e sistemas estruturais complexos, começou a considerar entrar no campo da fabricação de bondes em 2004, após perceber que o sistema Portland Streetcar havia adquirido veículos construídos apenas por fabricantes estrangeiros, possivelmente devido à ausência de qualquer fabricante americano. fabricantes baseados de bondes modernos.

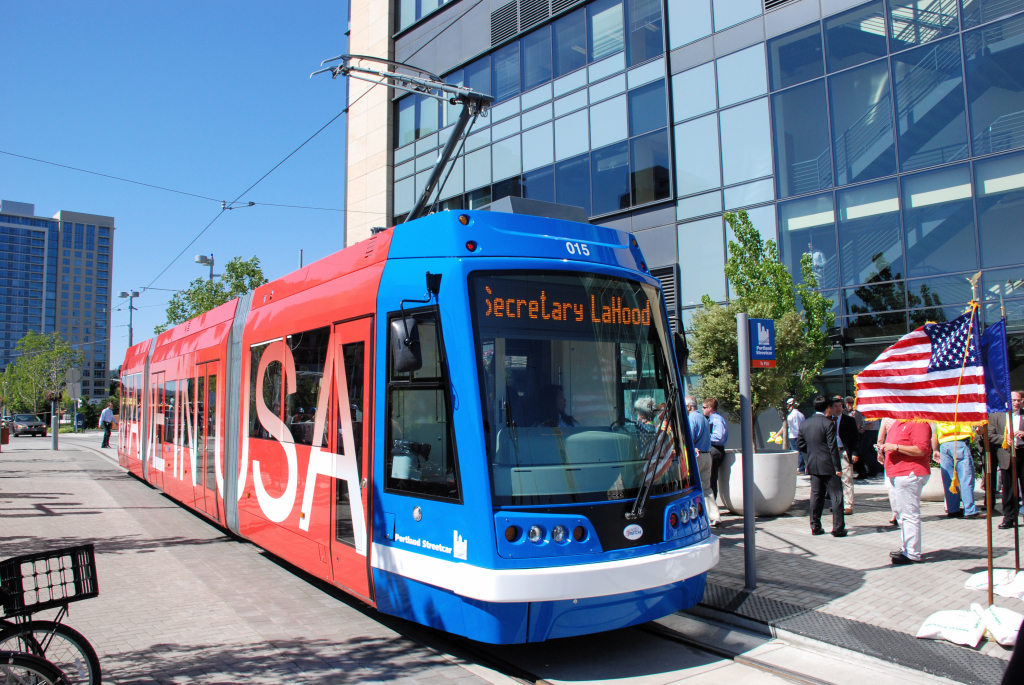
O protótipo de bonde construído pela United Streetcar, em sua inauguração em Portland em julho de 2009

Em 2005, o Congresso aprovou um projeto de lei federal de gastos com transporte que incluía uma doação de quatro milhões à TriMet para a aquisição, em nome da cidade de Portland, de um protótipo de bonde fabricado internamente. Com o objetivo de promover a produção doméstica de bondes modernos, a doação foi adicionada à conta de gastos de 286 bilhões de dólares do congressista do Oregon, Peter DeFazio, mas não especificou uma empresa específica para ser a beneficiária.
Em agosto de 2006, a cidade de Portland emitiu uma Solicitação de Propostas para o fornecimento de um protótipo de bonde de piso baixo compatível com a frota existente do Portland Streetcar. Antecipando-se a isso, a OIW assinou um "acordo de transferência de tecnologia" em fevereiro de 2006 com a Škoda, a empresa checa que construiu os primeiros sete bondes de Portland, a fim de permitir que a OIW fabricasse um bonde com o design existente do Škoda 10T, mas com principalmente componentes e montagem dos EUA. Apenas duas propostas formais foram recebidas pela cidade, e após a do outro licitante ter sido "considerada como não tendo atendido ao requisito mínimo", o contrato foi concedido à Oregon Iron Works, em janeiro de 2007. A OIW anunciou então que havia criado uma nova subsidiária, a United Streetcar, LLC, para cuidar da fabricação de bondes. O valor do contrato foi de 3,2 milhões de dólares, com o saldo da subvenção federal especial de quatro milhões de dólares sendo usado para financiar os custos da cidade para administrar a subvenção e supervisionar o projeto.

## Conclusão do veículo protótipo
A construção do protótipo do bonde foi realizada nas instalações da OIW em Clackamas (uma das duas instalações de fabricação da OIW). O carro foi concluído em junho de 2009 e apresentado ao público e à mídia em uma cerimônia realizada no distrito South Waterfront de Portland em 1.º de julho de 2009.
Numerado 015 na frota de bonde de Portland, foi o primeiro bonde moderno construído nos Estados Unidos desde 1952, desde o último bonde PCC para a Ferrovia Municipal de São Francisco. Ele usa o design Škoda 10T, sob licença do fabricante checo, e é a variante do modelo 10T3. O equipamento de propulsão — os motores e o sistema de controle eletrônico — foram fabricados pela Škoda, mas a instalação ocorreu na fábrica da OIW/United Streetcar nos Estados Unidos, e a maioria dos outros componentes foram fabricados pela United Streetcar ou fornecidos por outros Empresas dos EUA. No geral, o protótipo do bonde tem cerca de setenta por cento de conteúdo dos EUA, o suficiente para tornar a aquisição do carro compatível com as disposições federais "Compre América" (49 U.S.C. § 5323j).
Tal como acontece com as versões anteriores do Škoda 10T, construídas na República Checa, o United Streetcar 10T3 é um bonde de quatro eixos, bidirecional e de piso baixo, com três portas de cada lado e rampas para cadeiras de rodas que se estendem (sob demanda) de uma porta por lado. Tem 66 pés e 20,13 metros de comprimento e 8 pés e 2,46 metros de largura e tem uma velocidade máxima de 71 quilômetros por hora. Em 2010, a empresa abandonou a designação 10T3 em favor de uma nova designação de modelo, "100", em conexão com a decisão de usar diferentes equipamentos de propulsão em pedidos futuros, conforme descrito abaixo.

### Mudança no sistema de propulsão
Em 2010, a cidade de Portland decidiu alterar seu contrato com a United Streetcar/Oregon Iron Works, para substituir o sistema de controle de propulsão do carro protótipo fabricado pela Škoda por um novo sistema a ser projetado pela Rockwell Automation, uma empresa norte-americana com sede em Milwaukee, Wisconsin. O sistema de propulsão é o equipamento eletrônico de alta tecnologia que controla e coordena a operação dos motores do carro e outros componentes operacionais importantes. O sistema de controle de propulsão do carro 015 foi fabricado pela Škoda, enquanto todos os 10 bondes anteriores de Portland — até mesmo os sete carros construídos pela Škoda — tinham sistemas de controle fornecidos pela ELIN EBG Traction, uma empresa austríaca (e instalados apenas pela Škoda). Durante os testes de aceitação do carro 015 no final do verão e outono de 2009, certos problemas (não especificados) foram encontrados, e a Škoda e o Portland Streetcar não conseguiram chegar a um acordo para resolvê-los. Esta questão, juntamente com o desejo da PS, United Streetcar e outros de aumentar ainda mais o conteúdo dos EUA de bondes construídos pela United Streetcar, levou a discussões entre a Rockwell Automation e as várias partes interessadas em Portland sobre a possibilidade e viabilidade da Rockwell projetando um sistema de controle para o projeto do United Streetcar. Em abril de 2010, a Administração Federal de Trânsito (AFT) aprovou uma doação de 2,4 milhões de dólares, complementada por seiscentos mil dólares em dinheiro local, para financiar a substituição do equipamento de controle do carro 015 por novos equipamentos a serem projetados pela Rockwell Automation. A intenção era que, se a parceria com a Rockwell fosse bem-sucedida, eventualmente todos os bondes construídos pela United Streetcar usariam o sistema de propulsão Rockwell fabricado nos EUA. Foi declarado que a mudança aumentaria o conteúdo geral do carro nos EUA de cerca de 70% para cerca de 90%, e este foi o principal fator para obter a aprovação das autoridades federais dos 2,4 milhões de dólares em "fundos de pesquisa "necessário para permitir que o projeto prossiga.
O protótipo do bonde 015 foi transportado de volta para a fábrica OIW/United Streetcar em maio de 2010, para aguardar o projeto e então a instalação do sistema Rockwell. Com a instalação concluída no final de 2011, ele retornou à garagem do Portland Streetcar em 30 de abril de 2012, para iniciar os testes de aceitação.  Entrou em serviço em 22 de setembro de 2012; no entanto, desde 2012, problemas ainda atormentam o carro 015 e ele está atualmente parado no pátio do bonde de Portland, sem uso nas operações diárias.